# Corfitz Ulfeldt
Corfitz Ulfeldt (Hagenskov bij Assens, 10 juli 1606 – overleden tussen 14 en 20 februari 1664) was een Deens staatsman. Corfitz was de zoon van de rijkskanselier Jacob Ulfeldt en Birgitte Brockenhuus. Hij trouwde op 9 oktober 1636 met de vijftien jaar jongere Leonora Christina, dochter van de Deense koning Christiaan IV. Hij was de voornaamste bestuurder voor Christiaan IV, maar werd door diens opvolger Frederik III veroordeeld als landverrader.

## 1613–1651
Corfitz zat tussen 1613 en 1617 op de Herlufsholmschool, waarna hij in 1618 tezamen met vijf van zijn broers op grand tour door verschillende Europese landen werd gezonden.

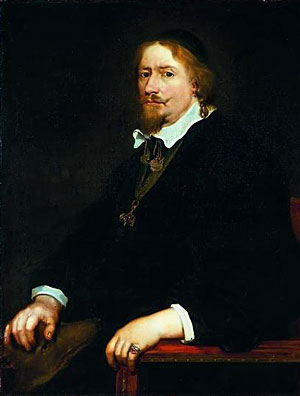
Corfitz Ulfeldt, portretteret door Sebastien Bourdon in 1653. Het origineel bevindt zich in Frederiksborgmuseum.

In december 1629 werd hij aangesteld als hofjonker en een jaar later als privésecretaris bij de Deense koning. Op 9 oktober 1636 trouwde hij met Leonora Christina, de toen vijftienjarige dochter van koning Christian IV en Kirsten Munk. Hij was toen 30 jaar oud. Het paar verloofde zich toen het meisje negen jaar oud was.
In 1637 werd hij als stadhouder aangesteld op het Slot Kopenhagen en als toezichthouder op het Kopenhaagse bestuur. Hij kreeg de verantwoordelijkheid over de marinewerf Bremerholm.
Op 1 april 1643 werd hij tot Rijkshofmeester benoemd. In deze functie werd hij in 1649 als ambassadeur samen met zijn vrouw naar Den Haag en Parijs gestuurd. Inmiddels was Christiaan IV gestorven en kwam zijn zwager Frederik III aan de macht. Ulfeldt en de nieuwe koning konden niet met elkaar overweg, en in 1651 werd hij door de koning aangeklaagd voor onder andere het achteroverdrukken van vele honderdduizenden daalders uit de Sonttol.

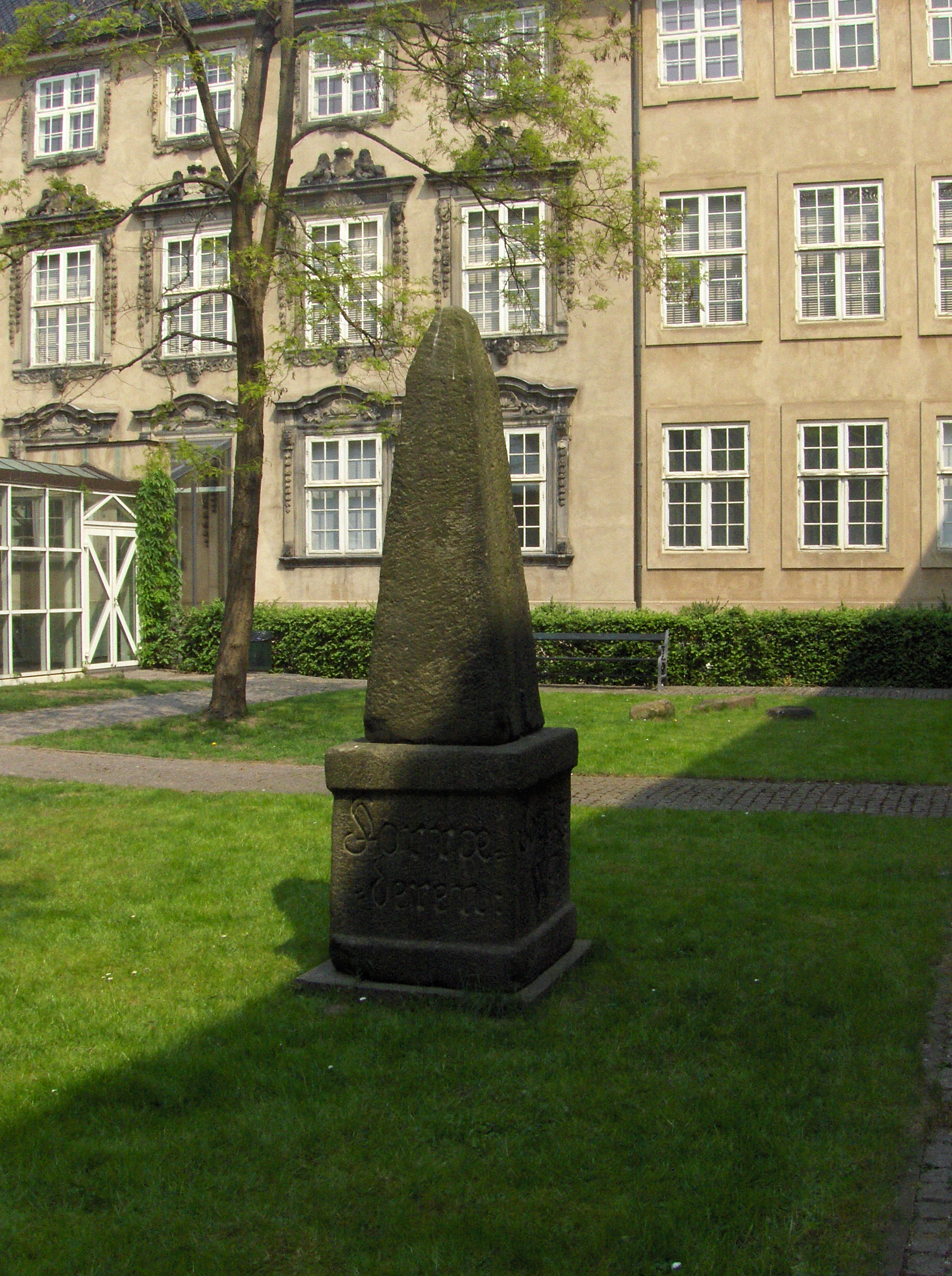
Schandmonument van Ulfeldt in de tuin van het Nationaal museum

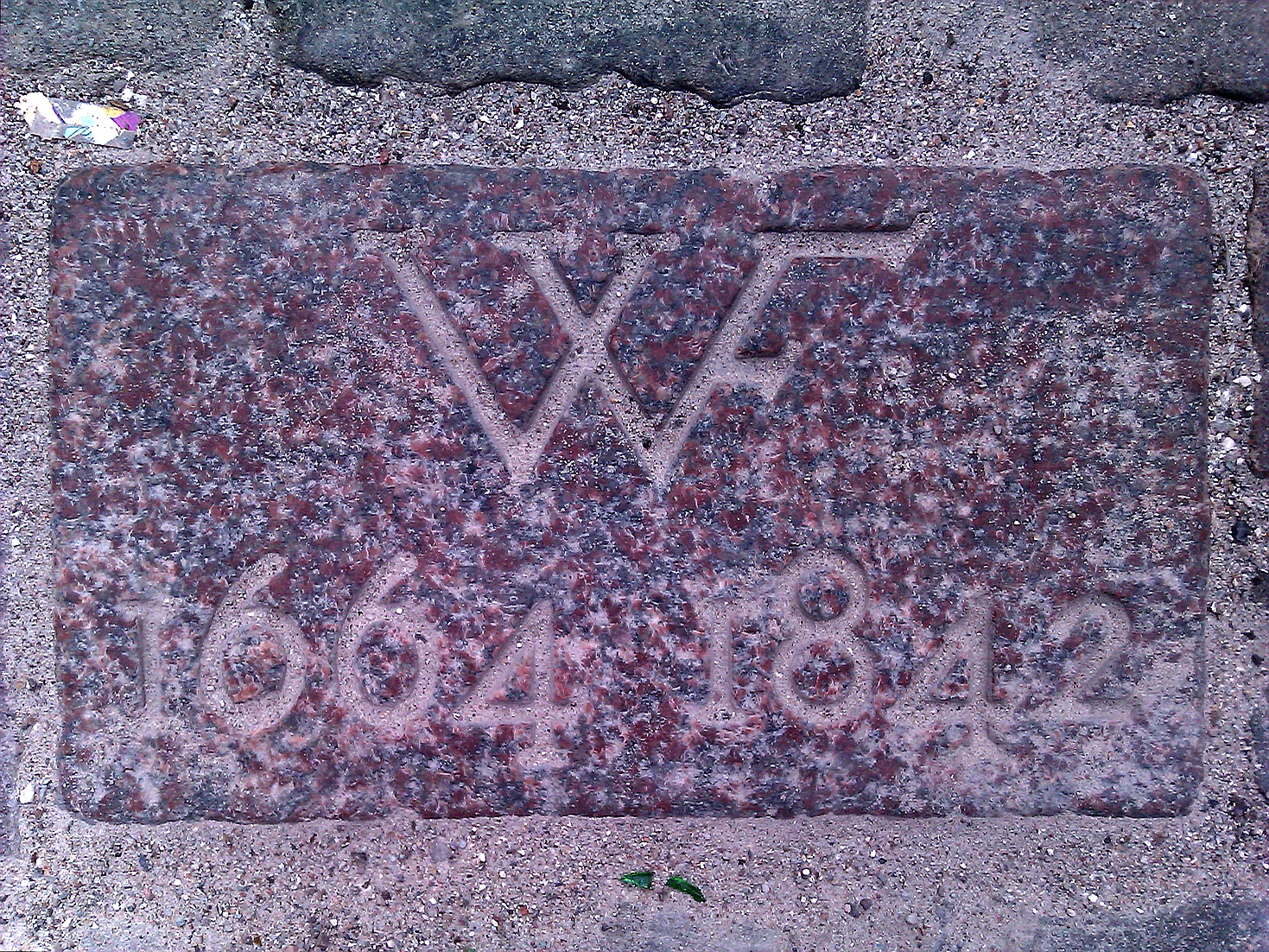
De gedenksteen op het Gråbrødre Torv die de plaats aangeeft waar eerst de schandpaal stond

## 1652–1662
Het paar Ulfeldt vluchtte daarom en trad vervolgens in dienst bij de Zweden. Zij verbleven tussen 1652 en 1654 in Stockholm. De Ulfeldts woonden tussen 1655 en 1657 op het kasteel van Barth in Pommeren. Leonora Christina reisde af naar Denemarken om met koning Frederik III tot een verzoening te komen, maar zij werd bij Korsør aangehouden en het land uit gezet.
In 1653 werd Ulfeldt opgenomen in de nieuwe Zweedse Amaranthenorde.
Op aansporing van Ulfeldt besloot de Zweedse koning Karel X Gustaaf in 1657 om Denemarken binnen te vallen. Ulfeldt leende honderdvijftigduizend daalders uit aan de Zweedse koning, waarmee deze de invasie kon bekostigen. Ulfeldt sloot zich bij het Zweedse leger aan en viel zijn vaderland binnen. Het lukte de koning van Zweden bijna geheel Denemarken in te lijven.
In februari 1658 werd de Vrede van Roskilde ondertekend, waarbij Skåneland (Skåne, Halland en Blekinge), alsook het eiland Bornholm aan de Zweden werd overgedragen. Hierna werd Ulfeldt benoemd tot gouverneur over Skåneland. In december werd de Zweedse gouverneur van Bornholm, Johan Printzensköld, vermoord door Villum Clausen. Het kasteel Hammershus, en daarmee het hele eiland Bornholm, kwam na tien maanden wederom in Deense handen.
Ulfeldt kwam in tussentijd echter op verkeerde voet te staan met de Zweedse koning. In 1659 werd hij bij een Zweeds commissie-gerechtshof aangeklaagd voor verraad, maar hij was te ziek om zich zelf te verdedigen. Leonora Christina was trouw aan haar man en nam daarom de verdediging van haar man over. Later konden zij samen naar Denemarken vluchten, maar daar werden zij gevangengenomen en 17 maanden opgesloten op Hammershus. Ze werden vrijgelaten op voorwaarde dat ze afstand zouden doen van hun bezittingen en vorderingen.

## 1662–1664
Ulfeldt gaf het echter niet op. In 1662 probeerde hij de troon van Frederik III opnieuw om te stoten en gaf dit te kennen aan Friedrich Wilhelm von Brandenburg. Deze meldde dit aan de Deense koning, waarop Ulfeldt ter dood veroordeeld werd. Hij kon het land uit vluchten, maar Leonora Christina werd in Engeland gearresteerd en vervolgens in de Blauwe Toren van Slot Kopenhagen opgesloten. Op de binnenplaats van Slot Kopenhagen werd een pop, die Ulfeldt moest voorstellen, onthoofd en in stukken gehakt. Leonora Christina kon dit vanuit haar cel allemaal horen en wist niet beter dan dat haar man werd onthoofd. Leonora Christina werd pas in 1685 na 22 jaar gevangenschap vrijgelaten. Ze overleed in 1698.
Corfitz Ulfeldt stierf in 1664 tijdens een boottocht op de rivier Aare tussen Basel en Neuchâtel (Zwitserland). Het is niet bekend waar hij is begraven.

## Schandmonument
Het huis van Corfitz werd met de grond gelijk gemaakt en op die plaats werd een schandmonument opgericht: een zuil waarop zijn verraad aan de Zweedse koning en de Pruisische generaal beschreven stond. Het plein waar Corfitz' huis stond, heet nu het Gråbrødre Torv (Grijzebroeders Plein). De zuil staat inmiddels in de tuin van het Nationaal Museum.

## Nakomelingen
Corfitz Ulfeldt kreeg vier zonen en drie dochters:
1. Christian Ulfeldt (1637-88)
2. Anna Katrine Ulfeldt (1639-1707)
3. Ellen Kirstine Ulfeldt (1643-77)
4. Ludwig Ulfeldt (1644-68)
5. Corfitz Ulfeldt II (1645-88)
6. Leonora Sophie Ulfeldt (1647-98)
7. Leo Ulfeldt (1651-1716)

De familie Ulfeldt stierf uit rond de jaren 1760. De laatste van de familie was de Oostenrijkse grootkanselier Anton Corfitz Ulfeldt (1699-1769).
- Bibsys: 90767467
- Bibliothèque nationale de France: cb131923676 (data)
- Gemeinsame Normdatei: 119230623
- International Standard Name Identifier: 0000 0000 6139 8551
- Library of Congress Control Number: n82132898
- Nederlandse Thesaurus van Auteursnamen: 071587500
- LIBRIS: 288846
- Système universitaire de documentation: 035487399
- Virtual International Authority File: 5736571
- WorldCat: E39PBJyGRVKGFCfwkKDw3kMF8C